# Ustroń
Ustroń è una città polacca del distretto di Cieszyn nel voivodato della Slesia dal 1999, mentre dal 1975 al 1998 ha fatto parte del voivodato di Bielsko-Biała al sud della Polonia.
Ricopre una superficie di 58,92 km² e nel 2004 contava 15 415 abitanti. Ustroń confina con Brenna, Goleszów, Skoczów, Wisła e Repubblica Ceca. Ustroń è situato nei Beschidi Slesiani.

## Storia
Il villaggio di Ustroń è citato per la prima volta in un documento in latino chiamato Liber fundationis episcopatus Vratislaviensis del 1305 circa, come Ustrona. Nel 1621 Ustroń fu bruciata durante la guerra dei trent'anni.